# Кокаљо
Кокаљо (итал. Coccaglio) је насеље у Италији у округу Бреша, региону Ломбардија.
Према процени из 2011. у насељу је живело 8135 становника. Насеље се налази на надморској висини од 159 м.

## Становништво
| 1951. | 1961. | 1971. | 1981. | 1991. | 2001. | 2011. |
| ----- | ----- | ----- | ----- | ----- | ----- | ----- |
| 4.119 | 4.157 | 4.659 | 6.028 | 6.501 | 7.049 | 8.469 |